# Jornalero

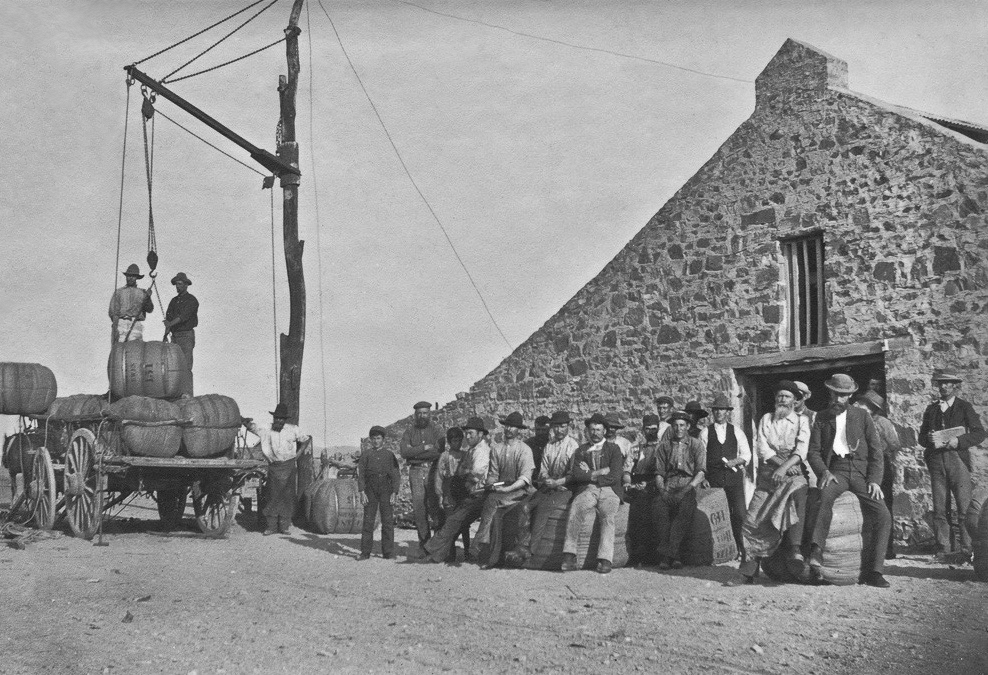
Trabajadores de una explotación agrícola australiana a finales del.

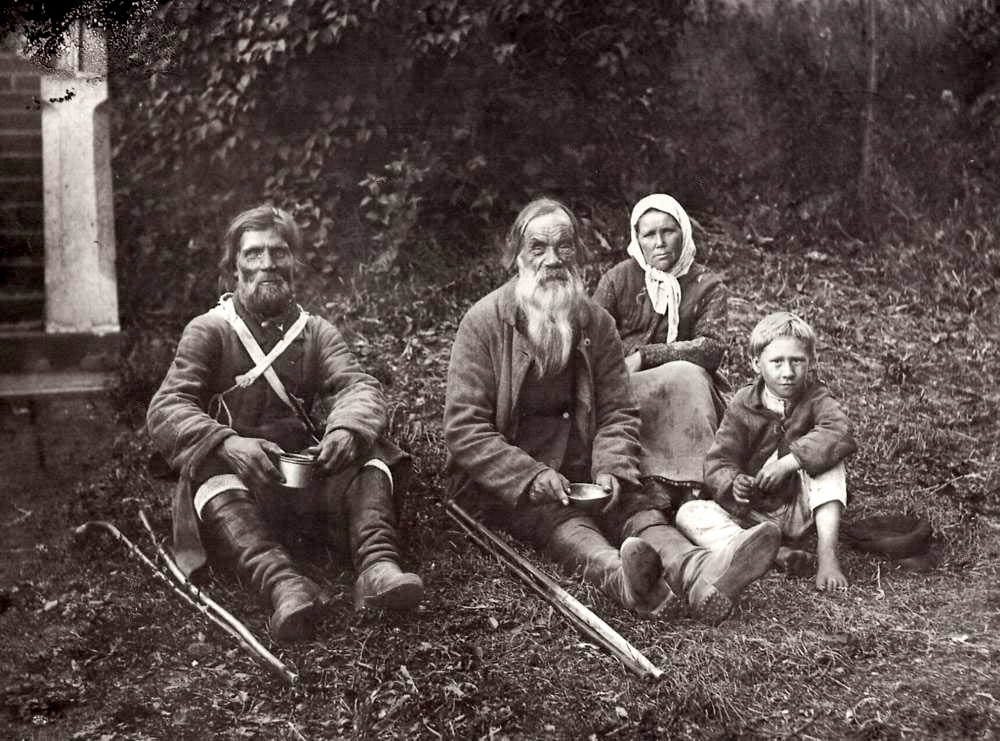
Campesinos rusos empobrecidos, que se ofrecían como jornaleros (fotografía de finales del o comienzos del XX). La abolición de la servidumbre en Rusia (1861) trajo consigo una diversificación de la condición social en el campo: los que progresaron se convirtieron en kulak enriquecidos, mientras que los más desafortunados se empobrecieron.

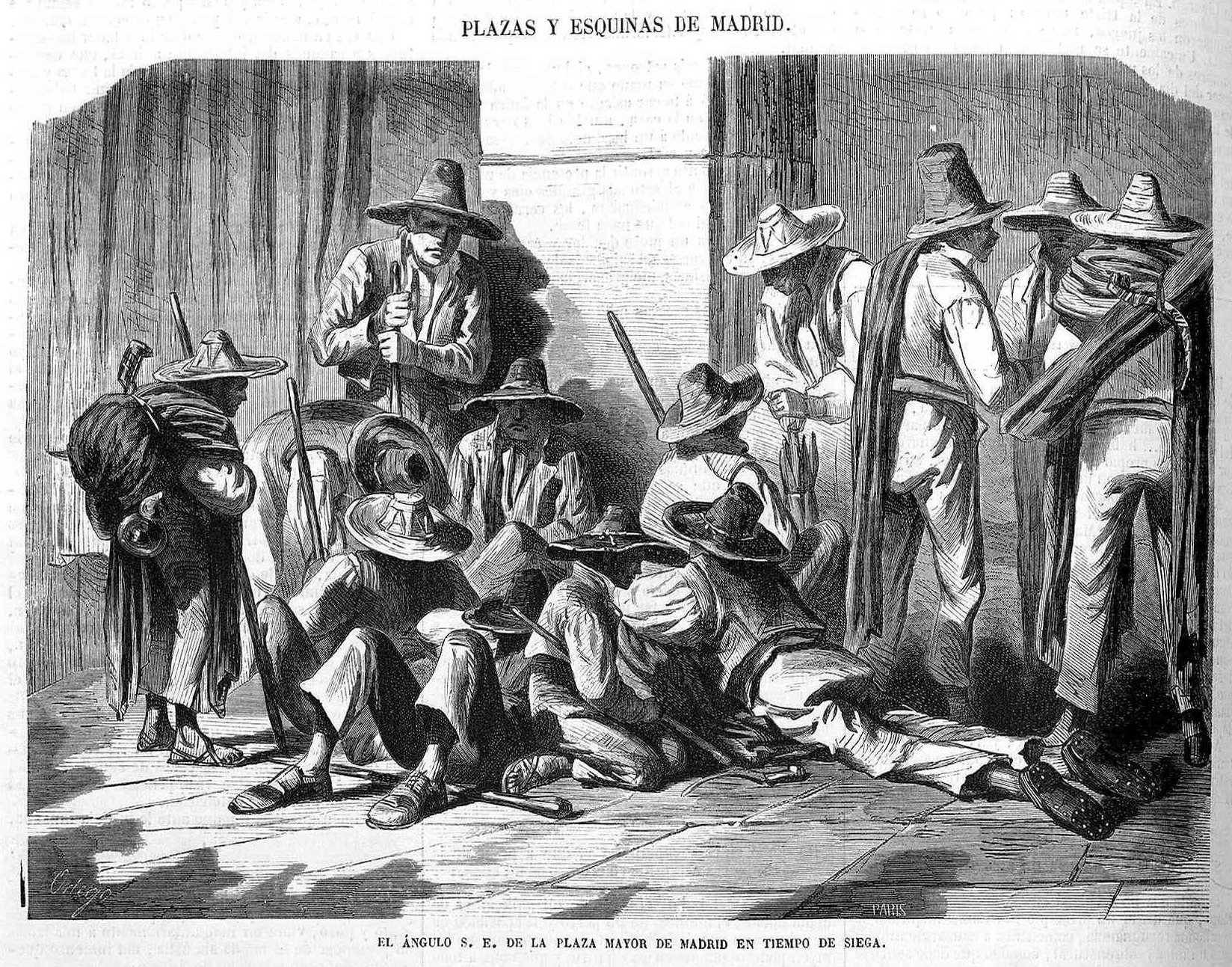
El ángulo sureste de la Plaza Mayor de Madrid en tiempo de siega, ilustración de Francisco Ortego para El Museo Universal, 1862.

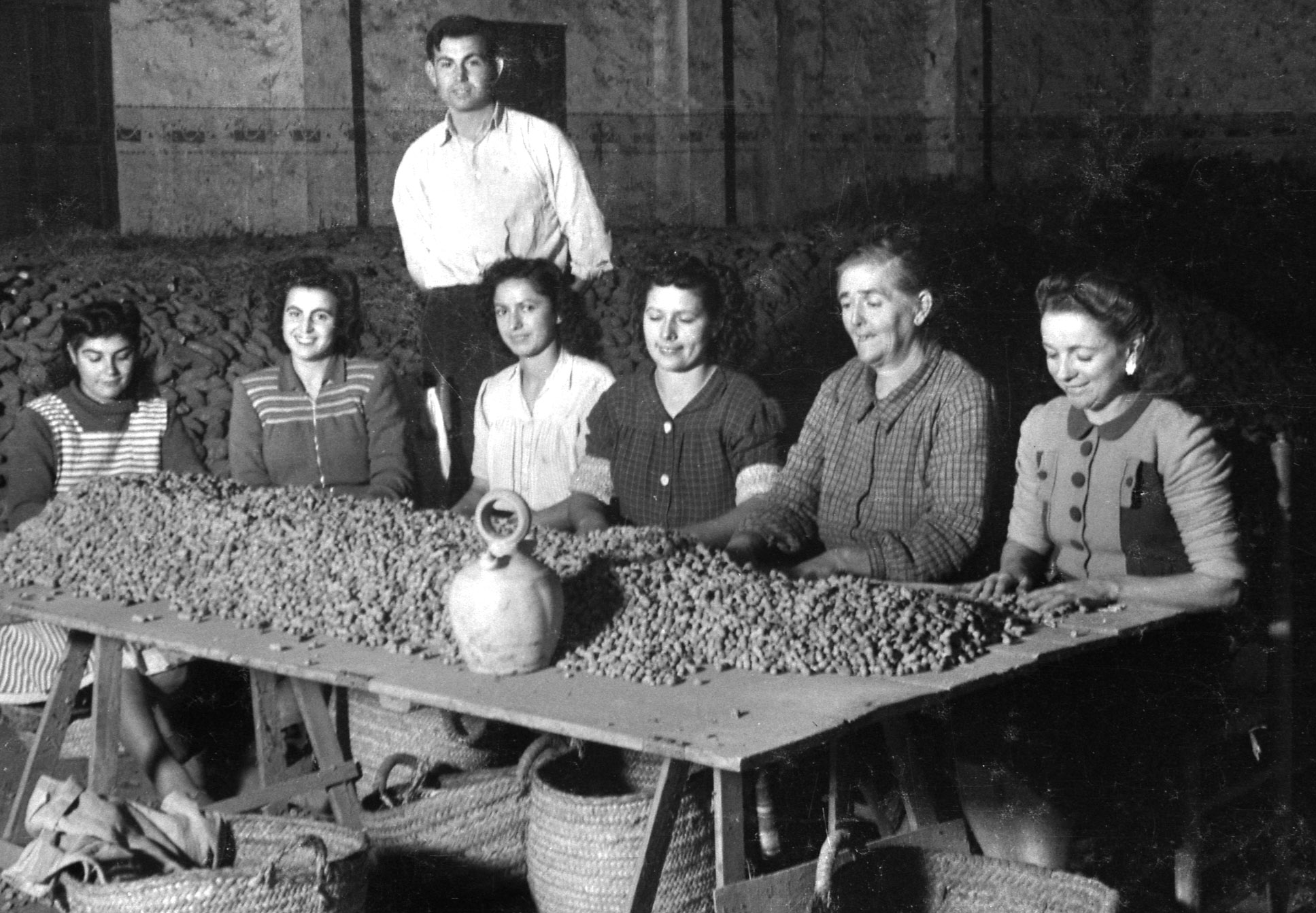
Jornaleras valencianas en un almacén agrícola, 1947

Jornalero, temporero, peón  o bracero son denominaciones genéricas para designar a las personas que trabajan por cuenta ajena a cambio de un jornal o pago por día de trabajo. A pesar del origen etimológico de su denominación, para su condición es indiferente o poco relevante que cobren un jornal fijo o un destajo en relación con su producción o el cumplimiento de una tarea determinada; mientras lo que sí supone una diferencia es que el trabajador aporte o no las herramientas o animales de trabajo necesarios (como el yuntero). Todas esas denominaciones suelen aplicarse específicamente a los trabajadores manuales agrícolas que no tienen posesión de tierras (ni en propiedad ni en arrendamiento), o que no la tienen en cantidad suficiente (minifundio); por ello se ven obligados a ser contratados temporalmente en faenas agrícolas estacionales (siembra, cosecha —siega de los cereales, recogida de los distintos frutos, como el verdeo, el ordeño y el vareo de la aceituna o la vendimia de la uva—, poda, escarda, etc.) por los agricultores que poseen más tierras de las que por sí mismos pueden cultivar. Suelen agruparse en cuadrillas, y es muy frecuente que se desplacen en migraciones periódicas en los momentos de mayor demanda de mano de obra a los lugares donde son requeridos (emigración golondrina). 
Aunque a veces se utilizan las mismas denominaciones para designarlos, suelen reservarse otras para los trabajadores de la industria o la construcción, llamados obreros (o trabajadores de cuello azul diferenciados de los trabajadores de cuello blanco); mientras que para los trabajadores de otras artes mecánicas o manuales, tradicionalmente consideradas de mayor especialización, se utilizaban otros términos, como artesanos o menestrales, y para los de los servicios existen múltiples denominaciones atendiendo a su función y cualificación, siendo la más humilde la de criado. También hay una diferencia de matiz, marcada en el Diccionario de la Lengua Española, que especifica que peones y braceros son trabajadores no cualificados, cuyas tareas "no requieren arte ni habilidad".

## Gañanes y gañanías
La figura del jornalero está profundamente vinculada a los grandes latifundios del sur de España, y especialmente de Andalucía. En algunas comarcas andaluzas, a los jornaleros de la temporada de siembra o gañanía, se les denomina gañanes.
De la denominación "gañanes" para los jornaleros andaluces (cuya etimología es árabe) se deriva la de gañanía para el conjunto de los gañanes y para el tipo de vivienda rural que les alojaba, que en otras zonas de España (concretamente en Salamanca, según el Diccionario de la Lengua) es sinónimo de alquería ("casa de labor" o "caserío", definiciones similares a la de ""cortijo" -"finca rústica con vivienda y dependencias adecuadas, típica de amplias zonas de la España meridional"-). En todo caso, las fuentes describen las gañanías como estructuras donde la vida de los gañanes se hacía aún más penosa por el aislamiento, el hacinamiento y las malas condiciones de habitabilidad.

### Figuras similares en otras culturas
La palabra "gañán" tiene uso en Chile para denominar al huaso contratado por un patrón. Se asocia a labores del campo, tanto ganaderas como agrícolas. Es homólogo a otras figuras más identificadas específicamente con la ganadería y la doma de caballos, como el chagra ecuatoriano, el chalán peruano, el charro mexicano, el gaucho rioplatense, el llanero colombiano y venezolano y el vaquero del oeste norteamericano.

## Problemática social - Interpretación marxista

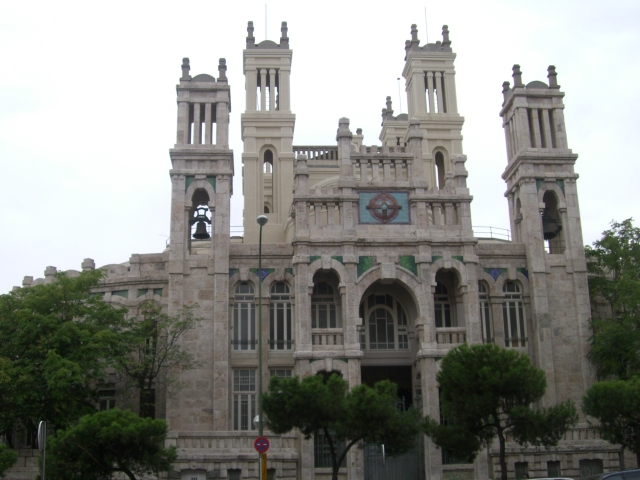
Hospital de Jornaleros de Madrid, fundado en 1906 como paliativo de beneficencia a los graves problemas sociales de la época.

Hasta la extensión de los derechos sociales del Estado del bienestar (lo que se produjo en distintos momentos en cada uno de los países a lo largo del siglo XX), los jornaleros no podían mejorar su condición ni progresar en la escala social. No contaban con libertad sindical, derecho a la educación o formación profesional, prestaciones médicas, subsidios de paro ni seguridad social o pensión de jubilación; y todo ello también provocaba entre ellos una escasa esperanza de vida. Según la teoría marxista, les era imposible acumular capital dado que alquilaban su fuerza de trabajo en las épocas de las faenas agrícolas estacionales a cambio de un jornal que solo les servía para saldar las deudas contraídas anteriormente en los periodos de inactividad agrícola. Con frecuencia tenían que emigrar a otras tierras en busca de trabajo, lo que les generaba más gasto. Vivían siempre endeudados y esto les producía una alienación que les impedía romper este círculo vicioso, sobre todo si debían mantener hijos, esposa, enfermos o abuelos. En periodos críticos (malas cosechas, carestías, hambrunas, epidemias, guerras), la conflictividad social estallaba en revueltas campesinas prerrevolucionarias (o en motines de subsistencia o antifiscales de más amplia composición social en entornos urbanos). La extensión de las organizaciones políticas y sociales del movimiento obrero desde el siglo XIX pretendía que el jornalero se hiciera consciente de su situación y tuviera voluntad de cambiarla, adquiriendo la conciencia de clase que le convertiría en un obrero agrícola identificado en sus intereses con el proletariado industrial (que debería ser el protagonista de la lucha de clases contra el capitalismo); en el caso contrario, pertenecía al lumpemproletariado. En todo caso, la función histórica de los trabajadores del campo y de la ciudad fue objeto de debate entre los teóricos y prácticos de la revolución proletaria (bakuninismo, marxismo, leninismo, maoísmo, etc.)

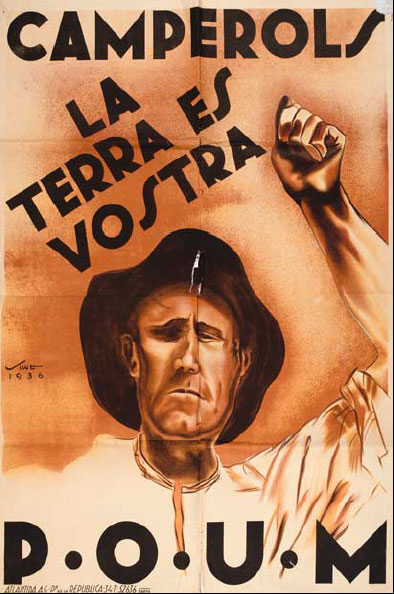
Póster propagandístico del Partido Obrero de Unificación Marxista (P.O.U.M.) de 1936 animando al colectivismo autogestionario de las explotaciones agrícolas: Campesinos, la tierra es vuestra.

## Origen histórico (España)
Aunque en la España medieval ya existían campesinos que labraban tierras de señorío por jornal, esto era una excepción dentro del sistema generalizado de colonato o pechería. La crisis del siglo XIV, que causó una considerable escasez de mano de obra y mayores oportunidades de trabajo tanto en el campo como en la ciudad, significó un aumento salarial para los jornaleros agrícolas, mayor que el de los precios, lo que significó un aumento considerable de su poder adquisitivo. Las autoridades intentaron medidas de contención salarial, con poca efectividad, e incluso se recurrió a la compra de esclavos en algunas circunstancias. No obstante, la situación de los jornaleros no era envidiable: en el siglo XV se registra en la documentación numerosos créditos a los que tienen que recurrir los jornaleros en los meses de inactividad, y que devuelven con días de trabajo gratuito en los meses en que son requeridos.
Sería a partir de 1500, al producirse una concentración de propiedades por la aristocracia nobiliaria y la Iglesia, unida a la adquisición de fincas por la alta burguesía urbana y los propietarios rurales, que paralelamente acaparaban cargos municipales y exenciones fiscales, cuando un gran número de colonos vieron degradada su condición, empobreciéndose y quedando desplazados incluso del uso de los bienes comunales. Los colonos que no podían hacer frente a sus obligaciones se convertían en jornaleros.
La revolución de los precios del siglo XVI da lugar a una situación en que los jornaleros, como ofertantes de mano de obra, presionan por subidas salariales. Los altos salarios en España hacen que se produzca emigración de franceses, que en su país cobran menos. La frase que se repite en varias de las Cortes de la primera mitad del siglo XVI es clara: "antes faltan jornaleros que jornales". En 1565, en un informe del concejo de Horcajo de Santiago se llega a decir que los jornaleros  "han venido a pedir tan inmoderados jornales que no se puede por ninguna vía sufrir tan gran desorden [...] y son amigos de holgar muchos días y trabajar muy pocos y ganar en un día para holgar cuatro." La percepción social entre la oligarquía representada en Cortes y ayuntamientos, por mucho que sea opuesta al análisis serio que comienzan a hacer los arbitristas, es la misma que se refleja en la literatura picaresca: las clases bajas quieren trabajar lo menos posible: "por haber tantos vagabundos, no hallan los labradores quien los ayude a cultivar las tierras, ni otros oficiales de la república a quien enseñen sus oficios, que por esta razón es cierto que valen tan caras las hechuras de las cosas, y todo lo que se vende de mercadería y mantenimiento" (Cristóbal Pérez de Herrera, Amparo de pobres -1558-, donde también aconseja: "tengan los labradores peones a buen precio").
Aunque algunos documentos preestadísticos permiten hacer estimaciones con anterioridad (se dice que en época de Felipe II en Castilla la Nueva "más de la mitad de la población era bracera", no es hasta el Catastro de Ensenada (1749) que se puede determinar la proporción de la presencia de jornaleros del campo en la Corona de Castilla (2,4 jornaleros por cada labrador), así como localizar su distribución marcadamente desigual por zonas geográficas: minoritaria en el norte (4,5% de la población agraria activa en León, 12,6% en Burgos) y muy mayoritaria en el sur (58,4% en Extremadura, 85,9% en Córdoba), siendo intermedia en la zona entre el Duero y el Tajo (31% en Segovia, 40% en Cuenca). La aportación de Pablo de Olavide a la infructuosa tramitación del Expediente de la Ley Agraria (1768) da una propia descripción de su situación:

... braceros y jornaleros. Estos hombres no tienen nada más que sus brazos, y con ellos han de ganar su sustento. Algunos, pero pocos, se destinan a arrendar pequeñas hazas de tierra de dos o tres fanegas cada una, de las que están inmediatas a los lugares, porque, en estando un poco lejos, es imposible que puedan atenderlas. Estas tierras son pocas: su misma inmediación las hace más estimables, porque pueden estercolarse, y los colonos no pierden tiempo en ir y venir. Los braceros son muchos, y toda su ambición está circunscrita a la tierra situada a menos de media legua de distancia. Los propietarios, abusando de estas circunstancias, se la hace pagar a precios exorbitantes, causando dolor que un infeliz bracero pague diez pesos por el arriendo de una fanega de tierra, cuando a media legua de allí se ven millares de fanegas abandonadas, porque ya su distancia y desamparo imposibilita su cultivo. La mayor parte de estos, que es lo que forma la muchedumbre, son jornaleros, hombres los más infelices que yo conozco en Europa. Se ejercitan en ir a trabajar a los cortijos y olivares, pero no van sino cuando los llaman el administrador de la heredad, esto es, en los tiempos propios del trabajo. Entonces, aunque casi desnudos y durmiendo siempre en el suelo, viven a lo menos con el pan y el gazpacho que les dan; pero en llegando el tiempo muerto, aquel en que por la intemperie no se puede trabajar, como, por ejemplo, la sobra o falta de lluvias, perecen de hambre, no tienen asilo ni esperanza, y se ven obligados a mendigar. Estos hombres la mitad del año son jornaleros, y la otra mitad mendigos.

## Los jornaleros en Andalucía

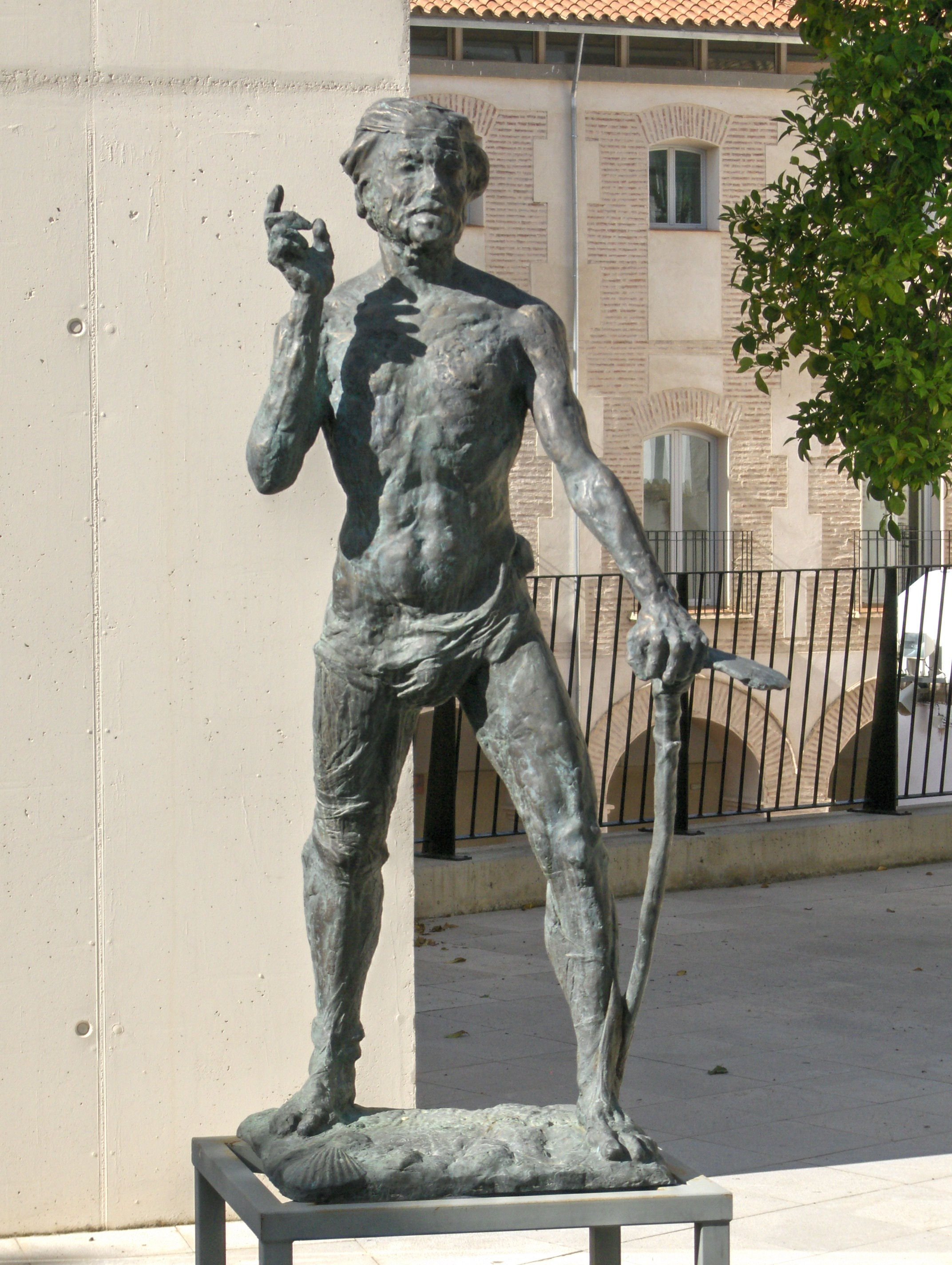
Monumento al jornalero en Archidona.

El número de jornaleros variaba mucho de unas zonas a otras pero, ya desde muy pronto, Castilla la Nueva y la Baja Andalucía tenían una gran concentración de ellos. Su trabajo estaba regulado por ordenanzas municipales, controladas por la oligarquía de propietarios, que aseguraban mediante la escasa remuneración de los jornaleros una mano de obra cercana, endeudada (con frecuencia por el mismo patronaje) y barata, así como un control rígido de los intentos de encarecimiento de los productos. En el siglo XVIII la situación en Andalucía y Extremadura era insostenible, pues la continuada concentración de la tierra había generado enormes latifundios, cultivados por una plebe miserable que, contratados por temporada durante el buen tiempo, quedaban sin trabajo todo el invierno. El gobierno de Carlos III, consciente del problema, intentó favorecer los arriendos a largo plazo, aunque fracasó en buena medida por la oposición de los grandes propietarios, que temían que ello supusiese una elevación de los precios de la mano de obra agrícola.
La estructura de la tierra apenas varió hasta bien entrado el siglo XX, con una explotación muy pobre. De hecho, autores como Pascual Carrión, indican que, a comienzos de este siglo, en Andalucía, "el 60% de nuestro suelo no se cultiva, el 40% de las tierras cultivadas se explotan deficientemente, y el 79% de las incultas aprovechables, carecen de arbolado. Mientras tanto una gran parte de la población no encuentra trabajo y tiene que vivir miserablemente o emigrar". Solamente avanzados los años 1950, se producirá una crisis de la sociedad agraria tradicional, consecuencia del fuerte éxodo migratorio y de la elevación de los salarios como consecuencia del descenso de población activa agrícola. Algunos autores cifran entre 1,4 y 1,8 millones el número de andaluces emigrados fuera de la región entre 1950 y 1970, y en 500.000 los jornaleros que aun permanecían en el campo andaluz en esa fecha.

## Los movimientos jornaleros en Andalucía
A partir del primer tercio del siglo XIX, la persistencia en la situación de los jornaleros andaluces, que en algunas pueblos de la Campiña del Guadalquivir suponían una amplia mayoría de la población, impulsó el desarrollo de movimientos sociales y políticos. Con anterioridad, se habían producido episodios de insurrección agraria, como el llamado Motín del hambre de Córdoba (1652), aunque nunca encuadrados en ideologías de reivindicación de la tierra. Sería tras la introducción del socialismo y, sobre todo, del anarquismo, cuando se sistematiza la lucha jornalera. Así, algunos autores entienden que, precisamente, el anarquismo andaluz fue una respuesta racional, y no milenarista, a una configuración social específica.
En 1861 hubo ya insurreciones de influencia socialista, como la de los campos de Loja e Iznájar, que según algunos autores llegó a concentrar un ejército sublevado de casi 10.000 jornaleros, armados. Movimientos anarquistas, se dieron también desde época similar, como la huelga de Jerez de 1873, para reclamar la abolición del trabajo a destajo y el restablecimiento del jornal por día para los trabajadores agrícolas. En los pueblos donde la mayoría de la población eran jornaleros (Alcalá del Valle, Benaocaz, Grazalema, los pueblos de la campiña sevillana...), las Uniones de Obreros Agrícolas, anarquistas, llegaron a ser identificadas con la comunidad como un todo.

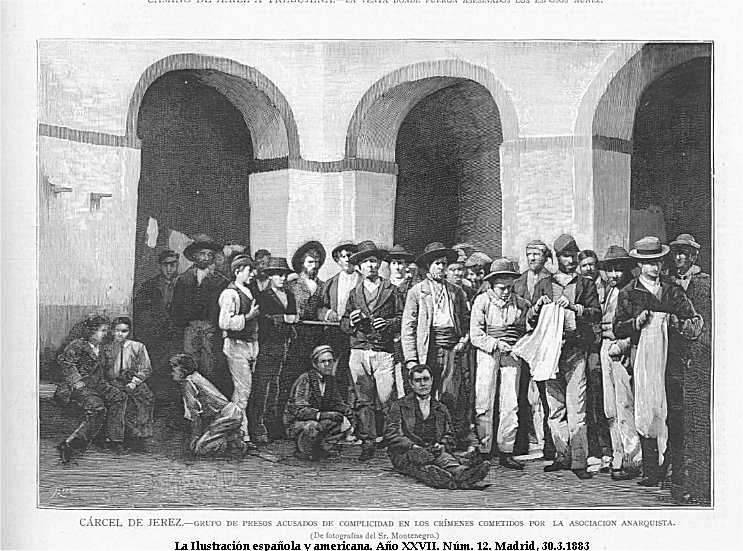
Grupo de presos acusados de pertenecer a "La Mano Negra" en la cárcel de Jerez, 1883.

Los sucesos conocidos por "La Mano Negra" se produjeron en el bienio 1882-1883, durante una gravísima crisis de subsistencias. La alarma social que se produjo en torno a unos asesinatos y asaltos, y la aparición de un extraño documento que se presentó como prueba de una conspiración de un grupo de jornaleros, desencadenaron una dura represión sobre la Federación de Trabajadores de la Región Española (FTRE), de ideología anarquista. Los procesos judiciales terminaron con siete ejecuciones por garrote vil, en la Plaza del Mercado de Jerez de la Frontera, el 14 de junio de 1884.
A comienzos del siglo XX, la conflictividad social se recrudeció en el campo andaluz, con grandes huelgas como las de Sevilla, en 1902, o la de Jerez de 1903, que se extendió por toda la Baja Andalucía, o la de 1914, también en Sevilla, que afectó a miles de trabajadores. A partir de la crisis de 1917 y el llamado trienio bolchevique (1918-1921) la conflictividad agraria se dispara: en 1918 se contabilizaron 23.000 huelguistas en Córdoba, en más de 21 huelgas diferentes, y otros conflictos de menor envergadura en Mancha Real, Cambil y, en general, toda la campiña alta del Guadalquivir, hasta el punto de que las autoridades llegaron a ver un "clima revolucionario y de reparto". No obstante, los autores desechan que "el sueño del reparto" fuese dominante entre los jornaleros andaluces, que solían situar los conflictos en vísperas de las temporadas de recolección, con reivindicaciones concretas y precisas, relacionadas con las condiciones de trabajo.
Las zonas más conflictivas, en cualquier caso, fueron Cádiz y Sevilla, básicamente porque eran las provincias con mayor porcentaje de latifundios (57,97 y 50,45% de su superficie, respectivamente), y por tanto las que mayor número de jornaleros concentraban. Entre 1927 y 1932 se produjeron un gran número de huelgas agrarias en Andalucía, ya con activa participación de los comunistas, especialmente en el verano de 1930, seguidas masivamente en localidades como Osuna, Marchena, Antequera, Torredonjimeno, Castro del Río, Pedro Abad..., culminando con la huelga general del 20 de julio de 1931.

## Jornaleros en la cultura y el arte

### Literatura
- En la Biblia, escrita en el contexto socioeconómico del Mediterráneo antiguo, aparecen jornaleros,[31] particularmente en el Nuevo Testamento con algunas parábolas de Jesús; como en la de los trabajadores de la viña:

... un amo que salió de madrugada a contratar trabajadores para su viña. Acordó pagarles un denario por el día y los envió a su viña. A eso de las nueve de la mañana salió y vio a otros que estaban en la plaza sin hacer nada. Les dijo: 'Id también vosotros a trabajar en mi viña, y os pagaré lo justo'. Así que fueron. Volvió a salir hacia el mediodía y a las tres de la tarde e hizo lo mismo. Y a la hora undécima salió y encontró todavía a otros parados, y les preguntó: '¿Por qué habéis estado aquí todo el día sin hacer nada?' 'Porque nadie nos ha contratado', respondieron. Les dijo: 'Id también vosotros a trabajar en mi viña'.
Mateo 20

o en la del hijo pródigo:

¡Cuántos jornaleros en casa de mi padre tienen abundancia de pan, y yo aquí perezco de hambre!
Lucas cp.15 v.17

- En algunas obras medievales se cita, aunque sea de modo marginal, la actividad de los jornaleros, como la de una condición social degradada:

El conde, viendo que no podía curarse de la lepra, partió como peregrino hacia Tierra Santa para morir allí. Aunque era muy ilustre y tenía muchos y buenos vasallos, sólo aquellos tres caballeros que os dije lo acompañaron. Como permanecieron allí durante tanto tiempo, no tuvieron bastante con lo que habían llevado para mantenerse, por lo que llegaron a tales extremos de pobreza que no tenían nada para alimentar al conde, su señor. Movidos por la necesidad, cada mañana se ofrecían dos de ellos como mozos en la plaza y el tercero se quedaba con su señor el conde; de esta forma se alimentaban ellos y cuidaban al conde.
Don Juan Manuel,  El conde Lucanor, cuento XLIV, ca. 1335.

- En el siglo XVI Fray Luis de León adapta al verso castellano El Cantar de los Cantares de la Biblia utilizando la palabra "obrero" para los asalariados en las labores agrícolas:

En Bal-hamon su gran viña tenía
Salomón, entregada a los renteros,
cada cual por los frutos que cogía,
de plata le traía mil dineros;
más me rentará a mí la viña mía,
que me la labraré con mis obreros;
mil dan á Salomon y ellos ganaban
doscientos, de los frutos que sacaban.

- Cervantes hace en El Quijote una descripción de todos los estratos sociales de su época, y entre ellos de los jornaleros, de los que es buen representante Sancho Panza quien, a pesar de tener alguna porción de tierra, es tan poca que debe ponerse a jornal de muchos amos. La posesión de su rucio es para él vital, puesto que le permite acceder a trabajos mejor remunerados que otros personajes más humildes, como Andrés, un pastor de quince años que cobra siete reales al mes y al que su amo le retiene el salario e incluso le somete a castigos físicos. Otros personajes que aparecen son un forastero que la pareja protagonista encuentra de madrugada en El Toboso y que trabaja para un labrador rico de ese lugar; o los segadores alojados en la venta de Juan Palomeque.[35]
- En Peribáñez y el Comendador de Ocaña (1614), Lope de Vega describe incidentalmente la actividad de los jornaleros contratados para la siega por un labrador rico. Después de trabajar todo el día en el campo se dirigen al lugar designado para dormir, todos juntos, en el portal de la casa de quien les ha contratado. Allí se entretienen un breve rato cantando y tocando la guitarra, y caen profundamente dormidos. Es significativo que, para conveniencia de la trama, un personaje pueda no ser reconocido por quien le contrata, incorporándose a la cuadrilla de segadores.[36]
- La postura moral dominante en los literatos del Antiguo Régimen es la valoración de la pobreza como virtud cristiana, como en estos versos de Francisco de Quevedo, "[Dios]... iguala los tiranos fulminantes / con la pobreza vil del jornalero".[37]
- Por el contrario, ya en la Edad Contemporánea, la denuncia de la llamada "cuestión social" es característica de las obras literarias desde mediados del siglo XIX, entre ellas las de Benito Pérez Galdós:

... la poderosa Sociedad buscaba inspiración en la Justicia ideal y en el sacro derecho al pan, y decretó la norma de jornales del campo, estableciendo la proporción entre estos y el precio del trigo. Véase la muestra. ¿Trigo a cuarenta reales la fanega? Jornal: cinco reales. Al precio de cincuenta correspondía jornal de seis reales, y de ahí para arriba un real de aumento por cada subida de diez que obtuviera la cotización del trigo. Accedieron algunos propietarios; otros no. Los jornaleros segadores se negaron a trabajar fuera de las condiciones establecidas, y en las esquinas de Loja aparecieron carteles impresos que decían poco más o menos: «Todos a una fijamos el precio del jornal. Si no están conformes, quien lo sembró que lo siegue».
Clamaron no pocos propietarios, y al cacicato acudieron pidiendo que fuese amparado el derecho a la ganancia. La cárcel se llenó de trabajadores presos, y tal llegó a ser su número, que no cabiendo en las prisiones, se habilitaron para tales el Pósito y el convento de la Victoria.
La vuelta al mundo en la Numancia, serie cuarta de los Episodios nacionales, (1906)

- El artículo El jornalero de Juan Eugenio Hartzenbusch (1839) no trata del campesino, sino que bajo ese nombre realiza la crítica de costumbres de un entorno urbano, similar al personaje popular chulesco conocido como "manolo".[39] En cambio sí trata de un jornalero rural su poesía El avaro y el jornalero donde adapta un cuento moral de Agustín Moreto, en el que la situación desesperada de uno de ellos le lleva a intentar suicidarse.[40]
- Juan Valera relaciona los jornaleros y la emigración, refiriendo los oficios de los que partían de España a Argentina: "Uno decía que iba de carpintero; otro, de herrador; de zapatero, otro; de albañiles, seis o siete; tres o cuatro, de sastre, y muchísimos, de jornaleros para las faenas del campo."[41]
- En Martín Fierro (1872) José Hernández describe la vida de los gauchos; y también, más allá de la condición social que pueda atribuirse a ese personaje de la Pampa argentina, se refiere a los "piones" (peones) de las "estancias".[42]
- El cuento El jornalero (1893) de Leopoldo Alas (Clarín) no se dedica a la situación social de los trabajadores agrícolas, sino a la comparación de la de la clase obrera con la de un trabajador intelectual;[43] pero este autor refleja el problema social del campo en otros textos, incluso aportando su experiencia personal en un viaje por Andalucía entre 1882 y 1883.[44]
- La novela La Bodega de Vicente Blasco Ibáñez (1905) se ambienta en la vida de los jornaleros de Jerez de La Frontera, desde su infancia como rempujeros y zagales de labranza ("por un real y los tres gazpachos"), su paso a la condición de gañanes, su precaria alimentación, su alojamiento en las gañanías y su decadencia a temprana edad ("cuando no habían llegado a los treinta y cinco años se sentían viejos, agrietados por dentro, como si se desplomase su vida, y comenzaban a ver rechazados sus brazos en los cortijos").[45]
- La situación social de los jornaleros de los años treinta del siglo XX son el tema de la poesía social de Miguel Hernández en poemas como Jornaleros,[46] Andaluces de Jaén o El niño yuntero.[47]
- Réquiem por un campesino español (1953-1960), de Ramón J. Sender, está protagonizada por un enérgico campesino que simboliza las reformas sociales de la II Repúbica. Él no es jornalero, pero toma conciencia de su penosa situación al ver las condiciones de vida (y muerte) de "la gente de las cuevas".[48]
- Seguir de pobres es un cuento de Ignacio Aldecoa de 1953, publicado en La tierra de nadie y otros relatos, donde se narra la penuria de una cuadrilla de segadores.[49]
- Dos días de septiembre, es una novela social de José Manuel Caballero Bonald (1962) donde se describe la vida de los jornaleros andaluces, reflejándose la muerte de un vendimiador, aplastado por una cuba de mosto.[50]

### Cine
- The Grapes of Wrath ("Las uvas de la ira"); es una novela social de John Steinbeck (1939) que se ambienta en la búsqueda de trabajo por una familia de agricultores arruinados en la Gran Depresión. Se adaptó al cine social en 1940 por John Ford -The Grapes of Wrath (película)-.
- The Cider House Rules ("Las normas de la casa de la sidra"), novela de John Irving (1985) y película de Lasse Hallström (1999), aunque desarrolla otros temas sociales, refleja la forma de vida y actividad de una cuadrilla de jornaleros que llegan anualmente a un lugar donde recogen la cosecha de manzanas y elaboran sidra.
- Of Mice and Men ("De ratones y hombres"), novela de John Steinbeck (1937). Tiene adaptación al cine, dirigida por Lewis Milestone (1939).
- Arroz amargo, película del neorrealismo italiano dirigida en 1949 por Giuseppe de Santis.
- Bound for Glory ("Esta tierra es mi tierra"), biografía ficcionalizada de Woody Guthrie, cantante de folk, ambientada en la situación social de los trabajadores del campo estadounidense durante la Gran Depresión (publicada en 1943). Tiene adaptación al cine, dirigida por Hal Ashby (1976).
- Jornaleros, documental mexicano (1978).
- Tierra de rastrojos, una película española de 1980 sobre los jornaleros andaluces en 1936. Dirigida por Antonio Gonzalo, está basada en una novela de Antonio García Cano.[51]
- Intemperie, película hispano-portuguesa de Benito Zambrano (2019).[52]
- César Chávez, película biográfica sobre César Chávez, líder del movimiento por los derechos de los jornaleros de las explotaciones agrícolas de California, dirigida por Diego Luna (2014).[53]

### Pintura
La alegoría de las estaciones o de los meses es un tema artístico relativamente frecuente, que permite desarrollar escenas costumbristas, destacadamente las labores agrícolas, y en ellas a los trabajadores del campo. En las más antiguas hay que suponer que se representa el trabajo servil.
- En tres de seis obras sobre los meses del año de Pieter Brueghel el Viejo: La siega del heno, La cosecha y El regreso de la manada (meses de junio-julio, agosto-septiembre y octubre-noviembre), datadas en 1565, se representan grupos de campesinos en labores propias de la época. Aunque no se determina su condición, el nivel de desarrollo de las relaciones de producción en los Países Bajos del siglo XVI correspondía a un predominio del trabajo asalariado.
- Entre los cartones de Goya, la representación de faenas agrícolas en La vendimia se realiza en el fondo, mientras que el primer plano se reserva a unos personajes acomodados; en La era se representa un momento de diversión en medio de la cosecha de trigo. Las dos obras, parte de un conjunto de cuatro vinculadas a las cuatro estaciones, se fechan en 1786-1787. No se aclara si la condición social de los campesinos representados es la de jornaleros, pero la constante en esta serie de pinturas es la contrastar la presencia de personajes enriquecidos con la de personajes humildes.

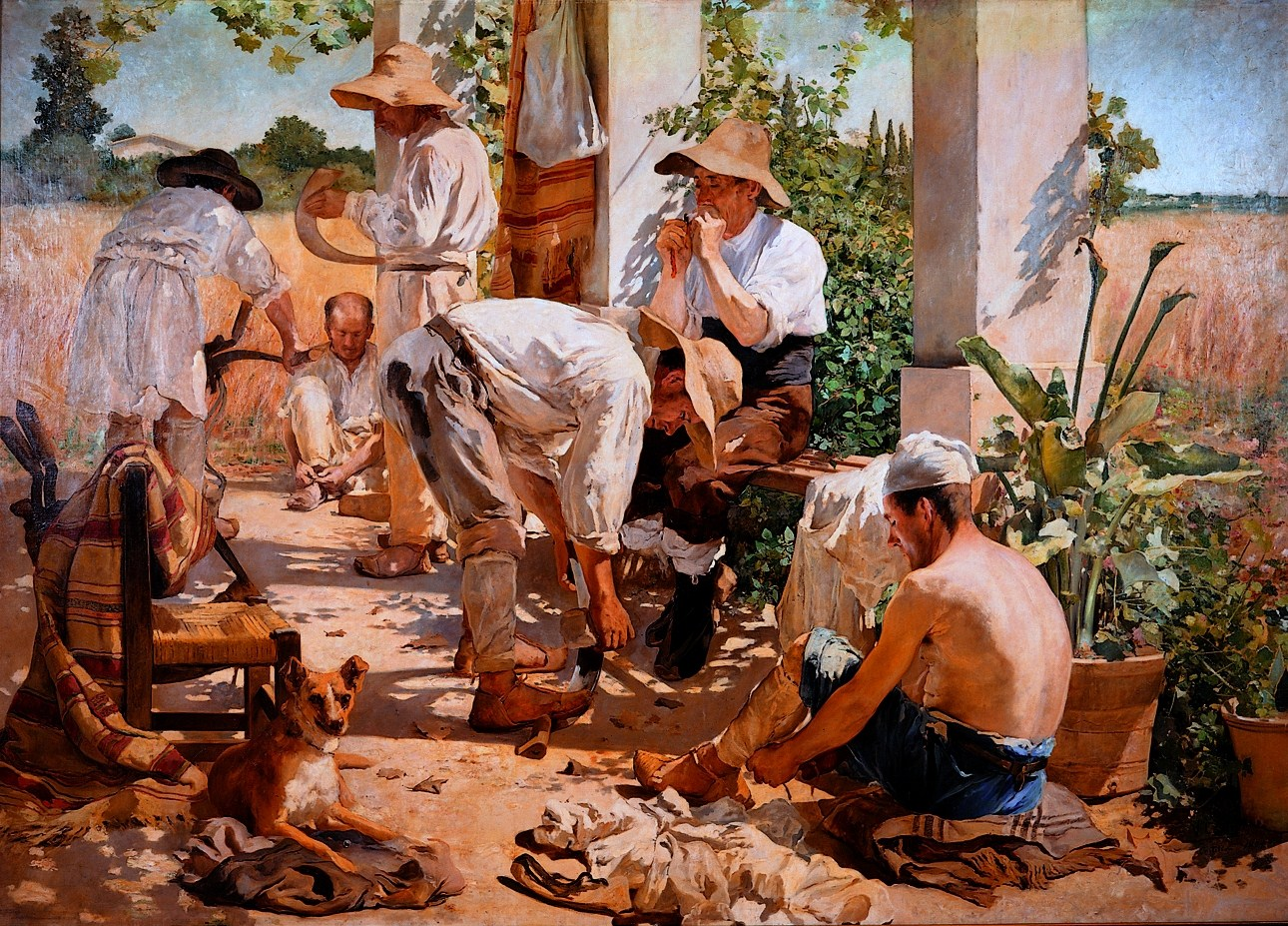
Segadores castellonenses, de Vicente Castell (1901).

La pintura social, desde el siglo XIX, intensifica la postura crítica, representando los problemas sociales por sí mismos, con los planteamientos estéticos del realismo o, en su momento, del impresionismo (y su modalidad local, el luminismo).
- El aventador, Jean-François Millet, 1848. Fue recibido en su época como una expresión del socialismo, a pesar de su el propio autor lo negara.
- La siega en Andalucía, Gonzalo Bilbao, 1894.[57]

## Topónimo
- Jornaleros y Aparceros (Pajaritos), localidad mexicana, en el Estado de Tabasco.

## Revista
- El Jornalero, autocalificado de "semanario defensor de los intereses del obrero", fue una revista editada en Alcoy que alcanzó a publicar 22 números, entre el 5 de octubre de 1889 y el 15 de febrero de 1890.[58]